# Schlacht von Brander
Schlachten des Ersten Schottischen Unabhängigkeitskrieges

Berwick – Dunbar – Stirling Bridge – Falkirk – Roslin – Stirling Castle – Methven – Dalry – Glen Trool – Loudoun Hill – Inverurie – Brander – Perth – Bannockburn – Berwick – Berwick – Myton – Byland – Weardale
Schlachten des Zweiten Schottischen Unabhängigkeitskrieges

Kinghorn – Dupplin Moor – Annan – Berwick – Halidon Hill – Boroughmuir – Culblean – Neville’s Cross
Die Schlacht von Brander (auch Schlacht am Pass von Brander; Schlacht von Ben Cruachan oder Schlacht von Fanans) war eine militärische Auseinandersetzung während des Ersten Schottischen Unabhängigkeitskriegs. In der Schlacht, die wahrscheinlich an einem Tag zwischen dem 15. und 23. August 1308 stattfand, konnte der schottische König Robert I. das Aufgebot des Lords of Argyll schlagen.

## Vorgeschichte
Der schottische Adlige Robert Bruce hatte 1306 gegen die englische Besetzung von Schottland rebelliert und sich als Robert I. zum König der Schotten erhoben. Nach anfänglichen Rückschlägen konnte er ab 1307 zunehmend die Kontrolle über weite Teile von Schottland gewinnen. Dabei musste er sich nicht nur gegen die englischen Truppen behaupten, sondern auch deren schottische Verbündete besiegen. Durch einen Zug nach Nordschottland konnte er bis zum Sommer 1308 seine dortigen Gegner nacheinander besiegen. Nach dem Sieg über den Earl of Buchan in der Schlacht bei Inverurie zog er mit seiner Streitmacht nach Westschottland, um Argyll zu unterwerfen. Im Sommer 1306 hatte er gegen ein von John of Lorne geführtes Aufgebot aus Argyll in dem Gefecht bei Dalry eine schwere Niederlage erlitten. Vermutlich hatte er 1307 mit Alexander Macdougall, Lord of Argyll einen Waffenstillstand geschlossen, der nun Mitte August 1308 auslief.

## Verlauf der Schlacht
Robert I. wurde bei seinem neuen Feldzug vermutlich von James Douglas und von den Aufgeboten der MacDonalds und der MacRuaridhs unterstützt, die ebenfalls mit den Macdougalls von Argyll verfeindet waren. Er zog über Oban nach Argyll. Das Aufgebot von Argyll wurde wieder von John of Lorne geführt, einem Sohn von Alexander Macdougall. Das Heer von Bruce war den Truppen von John of Lorne zahlenmäßig überlegen, so dass dieser seine Streitmacht am Ben Cruachan so aufstellte, dass sie die Truppen von Bruce von höherer Stelle am Pass von Brander angreifen konnten. So versuchte er, Bruce den Weg nach Dunstaffnage Castle zu versperren. Die Schlacht wurde von John Barbour beschrieben, wobei das vermutliche Schlachtfeld bislang nicht durch archäologische Funde gesichert belegt wurde. Wahrscheinlich fand die Schlacht am nördlichen Ende des Loch Awe am Südhang des 1126 m hohen Ben Cruachan statt. Dort führte ein strategisch wichtiger Weg über einen Pass entlang des Berges, der dort steil zum nur 36 m hoch gelegenen Loch Awe abfällt. Alternativ könnte die Schlacht östlich der Falls of Cruachan oder am Südufer des Loch Etive am Nordhang des Ben Cruachan stattgefunden haben. Ohne archäologische Funde kann der Ort der Schlacht bislang nicht mit Gewissheit bestätigt werden. John of Lorne war zum Zeitpunkt der Schlacht krank und verfolgte die Schlacht von einem Schiff aus. Seine Männer lagerten oberhalb der Passstraße und wollten Bruce von oben herab angreifen. Bruce erkannte jedoch die Gefahr und teilte seine Streitmacht. Während er selbst seine Truppen zum Pass of Brander führte, führte James Douglas eine Abteilung von Kriegern aus den Highlands, die auf einer anderen Seite den Berg erklommen. Dann griffen sie ihrerseits von oben das Aufgebot von Argyll mit Pfeil und Bogen an, ehe sie zum Nahkampf übergingen. Sowohl von Bruce Truppen auf der Passstraße wie auch vom Gipfel angegriffen, brach der Widerstand des Aufgebots von Argyll zusammen. Sie flohen zu einer Brücke über den River Awe. Die Männer von Bruce verfolgten sie so rasch, dass die Brücke nicht wie geplant zerstört werden konnte. Die Männer von Argyll flüchteten nach Dunstaffnage Castle, das daraufhin von Bruce belagert wurde. Die Burg und Alexander Macdougall ergaben sich kurz darauf. John of Lorne flüchtete nach Inchchonnell Castle, wo er sich später ergab.

## Folgen
Robert I. hatte in der Schlacht von Brander einen brillanten taktischen Sieg errungen, der den weiteren Verlauf des Unabhängigkeitskriegs wesentlich beeinflusste. Er hatte seinen letzten größeren innerschottischen Gegner ausgeschaltet und die Kontrolle über Westschottland gewonnen. Er versuchte zunächst, Alexander Macdougall auf seine Seite zu ziehen und ernannte ihn zum Verteidiger der Inseln. Allerdings rebellierte Alexander Macdougall bereits 1309 erneut gegen Bruce, doch die Rebellion scheiterte rasch. Daraufhin flüchteten Alexander Macdougall und sein Sohn John of Lorne nach England. Von dort setzte John of Lorne den Kampf gegen Robert I. fort.